# Перелік закладів культури Роменського району
Пере́лік за́кладів культу́ри Роменського району — включає у себе бібліотеки, клуби, музеї, об'єкти дозвіллєвої роботи, музичні школи, будинки культури які складають культурні заклади району. У перелік включаються заклади культури загальнодержавного рівня, перелік яких затверджений Міністерством культури України та заклади культури місцевого рівня, перелік яких затверджується органоми місцевого самоврядування.
Список станом на 1 березня 2017 року.
| Назва | Керівник                          | Адреса                                           | Сайт | Фото |  |  |
| Комунальний заклад «Роменський районний орагнізаційно-методичний центр культури і мистецтва» Роменської районної ради Сумської області | Юсов Олександр Петрович           | 42070 с. Бобрик вул. Київська, 60                |      |      |  |  |
| Комунальний заклад Роменської районної ради — Роменська районна бібліотека                                                             | Рибачок Наталія Едуардівна        | 42070 с. Бобрик вул. Київська, 60                |      |      |  |  |
| Анастасівська сільська рада |                                   |                                                  |      |      |  |  |
| Анастасівський сільський будинок культури                                                                                              | Білоус Анатолій Миколайович       | 42075 с. Анастасівка вул. Центральна, 48а        |      |      |  |  |
| Попівщанський сільський клуб | Діхнич Анатолій Михайлович        | 42076 с. Попівщина вул. Перемоги, 20             |      |      |  |  |
| Анастасівська сільська бібліотека | Матюшенко Ніна Миколаївна         | 42075 с. Анастасівка вул. Шкільна,65             |      |      |  |  |
| Попівщанська сільська бібліотека | Гориня Галина Григорівна          | 42076 с. Попівщина вул. Центральна,10            |      |      |  |  |
| Андріївська сільська рада |                                   |                                                  |      |      |  |  |
| Андріївський сільський будинок культури                                                                                                | Катрич Юлія Іванівна              | 42078 с. Андріївка вул. Центральна,54            |      |      |  |  |
| Андріївська сільська бібліотека | Лопата Антоніна Олександрівна     | 42078 с. Андріївка вул. Центральна,54            |      |      |  |  |
| Андріяшівська сільська рада |                                   |                                                  |      |      |  |  |
| Андріяшівський сільський будинок культури                                                                                              | Шолудько Владислав Іванович       | 42087 с. Андріяшівка вул. Соборна, 12            |      |      |  |  |
| Гудимівський сільський клуб | Коваль Світлана Іванівна          | 42088 с. Гудими вул. Центральна, 7               |      |      |  |  |
| Андріяшівська сільська бібліотека | Овчаренко Надія Анатоліївна       | 42087 с. Андріяшівка вул. Соборна,8              |      |      |  |  |
| Гудимівська сільська бібліотека | Мирна Надія Іванівна              | 42088 с. Гудими вул. Центральна,7                |      |      |  |  |
| Артюхівська сільська рада |                                   |                                                  |      |      |  |  |
| Артюхівський сільський будинок культури                                                                                                | Кібець Ніна Федорівна             | 42062 с. Артюхівка вул. Соборна, 23              |      |      |  |  |
| Артюхівська сільська бібліотека | Андрусенко Любов Іванівна         | 42062 с. Артюхівка вул..Соборна,25               |      |      |  |  |
| Басівська сільська рада |                                   |                                                  |      |      |  |  |
| Басівський сільський будинок культури                                                                                                  | Матюшенко Володимир Володимирович | 42035 с. Басівка вул. Новоселівська, 1           |      |      |  |  |
| Гаївський сільський клуб | Штанько Анна Миколаївна           | 42036 с. Гаї вул. Конотопська,66                 |      |      |  |  |
| В.Будківський об'єкт дозвіллєвої роботи                                                                                                | Гумен Ніна Дмитрівна              | 42041 с. В. Будки вул. Центральна, 28            |      |      |  |  |
| Вощилихівський об'єкт дозвіллєвої роботи                                                                                               | вакансія                          | 42038 с. Вощилиха вул. Центральна, 18            |      |      |  |  |
| Басівська сільська бібліотека | Холод Галина Миколаївна           | 42035 с. Басівка вул. Молодіжна,1                |      |      |  |  |
| Гаївська сільська бібліотека | Оробченко Лариса Віталіївна       | 42036 с. Гаї вул. Конотопська,66                 |      |      |  |  |
| Біловодська сільська рада |                                   |                                                  |      |      |  |  |
| Біловодський сільський будинок культури                                                                                                | Усик Олексій Віталійович          | 42065 с. Біловоди б-р Ю.Горшкова, 10а            |      |      |  |  |
| Москалівський об'єкт дозвіллєвої роботи                                                                                                | Неофітна Віра Михайлівна          | 42066 с. Москалівка вул. Ю.Горшкова, 6           |      |      |  |  |
| Біловодська сільська бібліотека | Усик Інна Юріївна                 | 42065 с. Біловоди вул. Миру,10а                  |      |      |  |  |
| Біловодська сільська дитяча музична школа                                                                                              | Башта Олена Миколаївна            | 42065 с. Біловоди вул. Миру 15а                  |      |      |  |  |
| Бобрицька сільська рада |                                   |                                                  |      |      |  |  |
| Бобрицький сільський будинок культури                                                                                                  | Зінченко Іван Михайлович          | 42070 с. Бобрик вул. Київська, 60                |      |      |  |  |
| Бобрицька сільська бібліотека | Шевченко Людмила Іванівна         | 42070 с. Бобрик вул..Київська,60                 |      |      |  |  |
| Бобрицька дитяча музична школа | Драган Федір Іванович             | 42070 с. Бобрик, вул. Київська,60                |      |      |  |  |
| Василівська сільська рада |                                   |                                                  |      |      |  |  |
| Василівський сільський будинок культури                                                                                                | Чорненко Маргарита Анатоліївна    | 42077 с. Василівка вул. Молодіжна 3а             |      |      |  |  |
| Василівська сільська бібліотека | Чорненко Марина Анатоліївна       | 42077 с. Василівка вул. Молодіжна 3а             |      |      |  |  |
| Великобубнівська сільська рада |                                   |                                                  |      |      |  |  |
| Великобубнівський сільський будинок культури                                                                                           | Васильченко Валентина Миколаївна  | 42037 с. Великі Бубни вул. Централька, 25        |      |      |  |  |
| Посадський об'єкт дозвіллєвої роботи                                                                                                   | Корчака Катерина Вікторівна       | 42042 с. Посад вул. Миру                         |      |      |  |  |
| Матлахівський об'єкт дозвіллєвої роботи                                                                                                | Коноваленко Світлана Іванівна     | 42043 с. Матлахове вул. ім. Хандоги, 1           |      |      |  |  |
| Великобубнівська сільська бібліотека                                                                                                   | Матяш Валентина Федорівна         | 42037 с. Великі Бубни вул. Центральна, 25        |      |      |  |  |
| Великобубнівська сільська дитяча музична школа                                                                                         | Перешивайло Ольга Валеріївна      | 42037 с. Великі Бубни вул. Новоселівка, 13       |      |      |  |  |
| Волошнівська сільська рада |                                   |                                                  |      |      |  |  |
| Волошнівський сільський будинок культури                                                                                               | Габреліян Лідія Петрівна          | 42080 с. Волошнівка вул. Центральна, 36          |      |      |  |  |
| Волошнівська сільська бібліотека | Проценко Лариса Леонідівна        | 42080 с. Волошнівка вул. Центральна, 36          |      |      |  |  |
| Галківська сільська рада |                                   |                                                  |      |      |  |  |
| Галківський сільський будинок культури                                                                                                 | Плужник Оксана Миколаївна         | 42040 с. Галка вул. Миру, 2а                     |      |      |  |  |
| Галківська сільська бібліотека | Парафійник Людмила Миколаївна     | 42040 с. Галка вул. Миру, 1                      |      |      |  |  |
| Глинська сільська рада |                                   |                                                  |      |      |  |  |
| Глинський сільський клуб | Петренко Віталій Васильович       | 42081 с. Глинськ вул. Роменська,14               |      |      |  |  |
| Чеберяцький об'єкт дозвіллєвої роботи                                                                                                  | Трофименко Тетяна Іванівна        | 42082 с. Чеберяки вул. Центральна, 1             |      |      |  |  |
| Глинська сільська бібліотека | Драч Ніна Сергіївна               | 42081 с. Глинськ вул..Роменська,29а              |      |      |  |  |
| Гришинська сільська рада |                                   |                                                  |      |      |  |  |
| Гришинський сільський будинок культури                                                                                                 | Міщенко Олексій Іванович          | 42052 с. Гаврилівка вул. Миру,35б                |      |      |  |  |
| Салогубівський сільський клуб | Дон Тетяна Іванівна               | 42053 с. Салогубівка вул. Гнідаша,4б             |      |      |  |  |
| Королівщанський об'єкт дозвіллєвої роботи                                                                                              | Волошина Валентина Іванівна       | 42054 с. Королівщина вул. Шкільна,5а             |      |      |  |  |
| Салогубівська сільська бібліотека | Роман Надія Миколаївна            | 42053 с. Салогубівка вул. Гнідаша,4              |      |      |  |  |
| Салогубівський народний музей | Дон Володимир Миколайович         | 42053 с. Салогубівка вул. Гнідаша,4а             |      |      |  |  |
| Гришинська сільська бібліотека | Величко Валентина Миколаївна      | 42052 с. Гаврилівка вул. Миру,35б                |      |      |  |  |
| Дібрівська сільська рада |                                   |                                                  |      |      |  |  |
| Дібрівський сільський будинок культури                                                                                                 | Олефір Едуард Анатолійович        | 42032 с. Діброва вул..Садова,6                   |      |      |  |  |
| Володимирівський сільський клуб | Лушня Маргарита Василівна         | 42032 с. Володимирівка вул. Зарічна, 60          |      |      |  |  |
| Дзеркальський сільський клуб | Карпенко Лідія Павлівна           | 42032 с. Дзеркалка вул. Перемоги, 69             |      |      |  |  |
| Хрещатицький об'єкт дозвіллєвої роботи                                                                                                 | Бурдика Тамара Василівна          | 42032 с. Хрещатик вул. Савченка, 49              |      |      |  |  |
| Дібрівська сільська бібліотека | Кривогуз Валентина Володимирівна  | 42032 с. Діброва вул..Садова,6                   |      |      |  |  |
| Довгополівська сільська рада |                                   |                                                  |      |      |  |  |
| Довгополівський сільський клуб | Пономарьова Світлана Олексіївна   | 42026 с. Довгополівка вул. 40-річчя Перемоги, 26 |      |      |  |  |
| Овлашівський об'єкт дозвіллєвої роботи                                                                                                 | Матросова Надія Луківна           | 42027 с. Овлаші вул. Перемоги, 3                 |      |      |  |  |
| Левченківський об'єкт дозвіллєвої роботи                                                                                               | Юхимчук Катерина Володимирівна    | 42025 с. Левченки вул. 1-го Травня, 36           |      |      |  |  |
| Довгополівська сільська бібліотека | Вакансія                          | 42026 с. Довгополівка, вул.40-річчя Перемоги,2б  |      |      |  |  |
| Зарудянська сільська рада |                                   |                                                  |      |      |  |  |
| Зарудянський сільський клуб | Левада Олена Віталіївна           | 42072 с. Заруддя вул. Центральна 2               |      |      |  |  |
| Зарудянська сільська бібліотека | Степаненко Віра Іванівна          | 42072 с. Заруддя вул. Центральна,4               |      |      |  |  |
| Коржівська сільська рада |                                   |                                                  |      |      |  |  |
| Коржівський сільський будинок культури                                                                                                 | Карпенко Віталій Валерійович      | 42063 с. Коржі вул. Паркова, 5                   |      |      |  |  |
| Ярмолинський сільський клуб | Бондар Світлана Вікторівна        | 42064 с. Ярмолинці вул. Глинська, 12             |      |      |  |  |
| Пісчанський об'єкт дозвіллєвої роботи                                                                                                  | Шебедя Юлія Григорівна            | 42063 с. Піски вул. Центральна, 1                |      |      |  |  |
| Коржівська сільська бібліотека | Карпенко Наталія Миколаївна       | 42063 с. Коржі вул. Паркова,5                    |      |      |  |  |
| Ярмолинська сільська бібліотека | Стебко Галина Миколаївна          | 42064 с. Ярмолинці вул. Глинська,12              |      |      |  |  |
| Малобубнівська сільська рада |                                   |                                                  |      |      |  |  |
| Малобубнівський сільський клуб | Андрусенко Валентина Анатоліївна  | 42055 с. Малі Бубни вул. Калнишевського, 10      |      |      |  |  |
| Малобубнівська сільська бібліотека | Гусак Лариса Володимирівна        | 42055 с. Малі Бубни вул. Калнишевського,8        |      |      |  |  |
| Бацманівська сільська бібліотека | Ткаченко Надія Володимирівна      | 42056 с. Бацмани вул. Перемоги,21а               |      |      |  |  |
| Миколаївська сільська рада |                                   |                                                  |      |      |  |  |
| Миколаївський сільський будинок культури                                                                                               | Максимець Галина Петрівна         | 42046 с. Миколаївка вул. Центральна, 4           |      |      |  |  |
| Калинівський сільський клуб | Гармаш Катерина Самійлівна        | 42047 с. Калинівка вул. Вишнева, 2               |      |      |  |  |
| Житнянський сільський клуб | Гупало Оксана Миколаївна          | 42048 с. Житнє вул. Прокопенка, 20а              |      |      |  |  |
| Погребівський об'єкт дозвіллєвої роботи                                                                                                | Кондратенко Микола Віталійович    | 42046 с. Погреби вул. Набережна, 15              |      |      |  |  |
| Миколаївська сільська бібліотека | Іщенко Ольга Іванівна             | 42046 с. Миколаївка вул. Центральна,1а           |      |      |  |  |
| Житнянська сільська бібліотека | Єфімова Наталія Володимирівна     | с. Житнє вул. Прокопенка,2а                      |      |      |  |  |
| Калинівська сільська бібліотека | Кас'ян Людмила Володимирівна      | 42047 с. Калинівка вул..Центральна1а             |      |      |  |  |
| Житнянський народний музей | Баранович Олександр Миколайович   | 42048 с. Житнє вул. Прокопенка,4а                |      |      |  |  |
| Новогребельська сільська рада |                                   |                                                  |      |      |  |  |
| Новогребельський сільський будинок культури                                                                                            | Устенко Тамара Миколаївна         | 42085 с. Н.Гребля вул. Шевченка, 34              |      |      |  |  |
| Голінський сільський клуб | Синько Тетяна Валеріївна          | 42086 с. Голінка вул. Фрунзе, 2                  |      |      |  |  |
| Голінська сільська бібліотека | Загута Володимир Федорович        | 42086 с. Голінка вул. Шевченка,3                 |      |      |  |  |
| Новогребельська сільська бібліотека | Шовко Віктор Михайлович           | 42086 с. Нова Гребля вул. Шевченка,34            |      |      |  |  |
| Перекопівська сільська рада |                                   |                                                  |      |      |  |  |
| Перекопівський сільський будинок культури                                                                                              | Волошин Микола Олексійович        | 42083 с. Перекопівка пл. Перемоги, 2             |      |      |  |  |
| Перекопівська сільська бібліотека | Сак Віра Федорівна                | 42083 с. Перекопівка, пл. Перемоги,1             |      |      |  |  |
| Перехрестівська сільська рада |                                   |                                                  |      |      |  |  |
| Перехрестівський сільський клуб | Хитра Тетяна Володимирівна        | 42073 с. Перехрестівка вул. Вишнева, 17          |      |      |  |  |
| Кашпурівський сільський клуб | Штанько Микола Іванович           | 42074 с. Кашпури вул. Центральна,1               |      |      |  |  |
| Левандівський сільський клуб | Бабич Наталія Михайлівна          | 42073 с. Левандівка вул. Гагаріна 28б            |      |      |  |  |
| Перехрестівська сільська бібліотека | Коломієць Ірина Павлівна          | 42073 с. Перехрестівка вул..Вишнева,47           |      |      |  |  |
| Кашпурівська сільська бібліотека | Вакансія                          | 42074 с. Кашпури вул. Центральна,1               |      |      |  |  |
| Плавинищенська сільська рада |                                   |                                                  |      |      |  |  |
| Плавинищенський сільський будинок культури                                                                                             | Потіпако Людмила Петрівна         | 42024 с. Плавинище пл. Українська, 56            |      |      |  |  |
| Борозенківський сільський клуб | Єрьоміна Валентина Петрівна       | 42024 с. Борозенки вул. Конотопська, 4           |      |      |  |  |
| Плавинищенська сільська бібліотека | Чечоткіна Марія Іванівна          | 42024 с. Плавинище пл. Українська,56             |      |      |  |  |
| Погожокриницька сільська рада |                                   |                                                  |      |      |  |  |
| Погожокриницький сільський клуб | Сердюк Олександр Михайлович       | 42071 с. Погожа Криниця вул. Центральна, 6       |      |      |  |  |
| Погожокриницька сільська бібліотека | Рекун Наталія Миколаївна          | 42071 с. Погожа Криниця вул. Центральна,6        |      |      |  |  |
| Пустовійтівська сільська рада |                                   |                                                  |      |      |  |  |
| Пустовойтівський сільський будинок культури                                                                                            | Тищенко Ірина Василівна           | 42020 с. Пустовійтівка 4 пров. Центральної, 4    |      |      |  |  |
| Вовківський сільський клуб | Назаренко Наталія Петрівна        | 42022 с. Вовківці 1пров. Шкільної,1а             |      |      |  |  |
| Правдюківський сільський клуб | Зіненко Андрій Іванович           | 42023 с. Правдюки вул. Клубна                    |      |      |  |  |
| Пустовійтівська сільська бібліотека | Щербань Людмила Вікторівна        | 42020 с. Пустовійтівка 4 пров. Центральної, 4    |      |      |  |  |
| Вовківська сільська бібліотека | Гринько Наталія Петрівна          | 42022 с. Вовківці вул..Шкільна,52                |      |      |  |  |
| Герасимівська сільська бібліотека | Будяк Дар'я Федорівна             | 42021 с. Герасимівка вул. Колгоспна,1а           |      |      |  |  |
| Ріпчанська сільська рада |                                   |                                                  |      |      |  |  |
| Ріпчанський сільський клуб | Костенко Анатолій Миколайович     | 42050 с. Ріпки пл. Миру, 3                       |      |      |  |  |
| Мокиївський сільський будинок культури                                                                                                 | Загурська Ніна Іванівна           | 42051 с. Мокиївка вул. Миру, 74                  |      |      |  |  |
| Ріпчанська сільська бібліотека | Гречка Ганна Миколаївна           | 42050 с. Ріпки вул. Миру,3                       |      |      |  |  |
| Мокиївська сільська бібліотека | Ковбаса Елла Яківна               | 42051 с. Мокиївка вул..Миру,32                   |      |      |  |  |
| Рогинська сільська рада |                                   |                                                  |      |      |  |  |
| Рогинський сільський клуб | Проценко Лариса Віталіївна        | 42044 с. Рогинці вул. Центральна, 5              |      |      |  |  |
| Ведмежівський сільський будинок культури                                                                                               | Семич Іван Борисович              | 42045 с. Ведмеже вул. 40-річчя Перемоги,51       |      |      |  |  |
| Авраменківський об'єкт дозвіллєвої роботи                                                                                              | Гирич Світлана Василівна          | 42044 с. Авраменкове вул. Миру                   |      |      |  |  |
| Ведмежівська сільська бібліотека | Циганенко Тетяна Василівна        | 42045 с. Ведмеже вул.40 річчя Перемоги,51        |      |      |  |  |
| Рогинська сільська бібліотека | Черевишна Ольга Володимирівна     | 42044 с. Рогинці вул. Механізаторів,2            |      |      |  |  |
| Смілівська сільська рада |                                   |                                                  |      |      |  |  |
| Смілівський сільський будинок культури                                                                                                 | Котляревський Петро Михайлович    | 42033 с. Сміле вул. Соборна, 49                  |      |      |  |  |
| Смілівська сільська бібліотека | Римар Любов Петрівна              | 42033 с. Сміле вул. Соборна,49                   |      |      |  |  |
| Сулимівська сільська рада |                                   |                                                  |      |      |  |  |
| Сулимівський сільський клуб | Турчин Дмитро Іванович            | 42030 с. Сулими вул. 1-го Травня,28              |      |      |  |  |
| Коновалівський сільський клуб | Телевна Ольга Іванівна            | 42031 с. Коновали вул. Кооперативна,6            |      |      |  |  |
| Сулимівська сільська бібліотека | Пинькас Віталія Павлівна          | 42030 с. Сулими вул.1 травня,32                  |      |      |  |  |
| Хмелівська сільська рада |                                   |                                                  |      |      |  |  |
| Хмелівський сільський будинок культури                                                                                                 | Мовчан Тетяна Петрівна            | 42034 с. Хмелів вул. Роменська, 47               |      |      |  |  |
| Хмелівська сільська бібліотека | Москаленко Любов Петрівна         | 42034 с. Хмелів вул. Роменська,47                |      |      |  |  |
| Хоминцівська сільська рада |                                   |                                                  |      |      |  |  |
| Хоминцівський сільський будинок культури                                                                                               | Кучер Раїса Петрівна              | 42060 с. Хоминці вул. Маяковського, 10           |      |      |  |  |
| Локнянський об'єкт дозвіллєвої роботи                                                                                                  | Фуртат Ірина Вікторівна           | 42061 с. Локня вул. Центральна, 24               |      |      |  |  |
| Хоминська сільська бібліотека | Охріменко Ольга Петрівна          | 42060 с. Хоминці вул. Маяковського,10            |      |      |  |  |
| Ярошівська сільська рада |                                   |                                                  |      |      |  |  |
| Ярошівський сільський клуб | Говенько Тетяна Миколаївна        | 42084 с. Ярошівка вул. Миру, 6                   |      |      |  |  |
| Ярошівська сільська бібліотека | Касян Тетяна Олександрівна        | 42084 с. Ярошівка вул. Миру, 6                   |      |      |  |  |